# Eduard Adolf Strasburger
Eduard Adolf Strasburger (Varsòvia, 1 de febrer del 1844 - Bonn, 19 de maig del 1912) va ser un professor polonès-alemany, i un popular botànic del segle xix.

## Biografia
Strasburger estudià ciències naturals a París, Bonn i Jena i es doctorà el 1866 després d'haver treballat amb Nathanael Pringsheim. L'any 1868 va ser contractat per ensenyar a la universitat de Varsòvia i a l'any següent passà a ensenyar botànica a la universitat de Jena. Del 1881 endavant va ser cap de l'Institut Botànic de la universitat de Bonn.

### Actuacions destacades
Eduard Strasburger escrigué el que seria famós Lehrbuch der Botanik für Hochschulen (Manual de botànica pels universitaris), la primera edició del qual aparegué el 1894; Hildegard Finke el definí com la "Bíblia dels botànics". Traduït a vuit idiomes, el 2002 se'n publicà la 35a. edició. Al català la traduí un dels seus alumnes el botànic i sacerdot Barnola.
Fou el primer estudiós a proporcionar una descripció acurada del sac embrionari de les gimnospermes (com les coníferes) i de les angiospermes (plantes amb flor), a més de demostrar la doble fertilització de les angiospermes. Formulà una de les lleis modernes de la citologia vegetal: "Els nous nuclis cel·lulars únicament poden sorgir de la divisió d'altres nuclis" i originà els termes citoplasma i nucleoplasma. Juntament amb Walther Flemming i Edouard van Beneden, aclarí la distribució cromosòmica durant la divisió cel·lular. Els seus treballs sobre el moviment ascendent de la saba dels arbres demostraren que el procés era físic i no fisiològic.
Publicà més de 120 llibres i 600 articles, de continguts i nivells diversos. L'any 1908 fou guardonat per la Societat Linneana de Londres amb la prestigiosa medalla Darwin-Wallace.